# Route européenne 420
Pour les articles homonymes, voir E420 (homonymie) et Route 420.
La route européenne 420 est une route reliant Nivelles à Reims en passant par Charleroi et Charleville-Mézières.

## Tracé

### Belgique
En Belgique, la route européenne 420 relie Nivelles à Brûly (commune de Couvin) en passant par Charleroi. Elle se confond avec :
- de Nivelles à Charleroi ;
- dans Charleroi ;
- de Charleroi à Couvin en passant par Philippeville, en voie rapide 2x2 de Somzée à Couvin.
- du contournement de Couvin à la frontière française.

### France
En France, la route européenne 420 relie Gué-d'Hossus à Reims en passant par Charleville-Mézières. Elle se confond avec :
- D 985 de Gué-d'Hossus à Rocroi (voie rapide 2x2) ;
- A304 de Rocroi à Charleville-Mézières ;
- A34 de Charleville-Mézières à Rethel ;
- N 51 de Rethel à Witry-lès-Reims  (voie rapide 2x2);
- A34 de Witry-lès-Reims à Reims.

## Historique
Ce numéro européen fut introduit en même temps qu'un projet se précisait de construire une nouvelle autoroute entre Charleroi (Belgique) et Charleville-Mézières (France).
- octobre 2017 : ouverture du tronçon de 4,6 km entre Frasnes et le Ry de Rome[1] ;
- décembre 2017 : ouverture du tronçon de 10 km entre Rocroi et Le Piquet[2] ;
- juillet 2018 : ouverture du tronçon de 21 km entre Le Piquet et La Francheville[3] ;
- septembre 2019 : ouverture du tronçon de 8,1 km entre Ry de Rome et la frontière belgo-française (Brûly-Gué d'Hossus)[1].

## Projets
- Barreau de raccordement entre l'échangeur du Charnois (sortie no 10) et la RN 43[4] : reporté à 2020[5].

- Absorption et mise aux normes de la RN 51 (contournement de Rocroi) et de la D 986 (contournement de Gué-d'Hossus) entre la Belgique et Rocroi.

## Note
1. 1 2  « E420/N5 Contournement autoroutier de Couvin : Etat des lieux du chantier », 3 juillet 2018
2. ↑  « Ouverture du premier tronçon entre Rocroi et Le Piquet », sur lunion.fr (consulté le 23 novembre 2017)
3. ↑  « Aménagement: l’A304 inaugurée aujourd'hui », Journal l'Union,‎ 20 juillet 2018, p. 4
4. ↑  « Barreau de raccordement entre l'A304 et la RN43 », sur CD08.fr
5. ↑  « Le Département, sans le sou, reporte le chantier du barreau de raccordement », L'Ardennais,‎ 16 novembre 2017 (lire en ligne)